# Adolf Aron Baginsky
Adolf Aron Baginsky (Ratibor, 1843. május 22. – Berlin, 1918. május 15.) zsidó-német professzor, gyermekgyógyász és non-fiction író. Öccse a fül-orr gégész Benno Baginsky (1848–1919). Adolf Aron a Berlini Egyetemen kutatott különböző gyermekbetegségeket.
Porosz Szilézia területén született, a porosz–francia háború után ment Berlinbe, miután több német városban is dolgozott orvosként.